# توماس جي. دي. فاولر
توماس جي. دي. فاولر هو محامي وسياسي أمريكي، ولد في 17 مارس 1808 في هاردويك في الولايات المتحدة، وتوفي في 13 فبراير 1876 في Upperville, Virginia ‏ في الولايات المتحدة. نشط حزبياً في الحزب الديمقراطي. وقد انتخب عضو مجلس النواب الأمريكي ‏.